# Horodnja
Horodnja (ukrainsk: Городня ukrainsk udtale: [ɦoˈrɔdnʲɐ]) er en by i Tjernihiv rajon, Tjernihiv oblast (provins) i Ukraine. Den har haft bystatus siden 1957. Horodnja er hjemsted for administrationen af Horodnja urban hromada, en af Ukraines hromadaer.
Byen har 11.852 (2020) indbyggere.

## Historie
Horodnja blev nævnt første gang i historisk litteratur i begyndelsen af det 17. århundrede. Der er forskellige opfattelser om oprindelsen af navnet. Borgernes stolthed er tre kanoner, der blev skænket af Peter den Store for Horodnjas befolkningers heltemod under Svenskernes invasion i Store Nordiske Krig i 1709.
Horodnja blev besat af russiske styrker under den igangværende Russisk-ukrainiske krig. Det meldtes at de russiske styrker havde forladt byen den 1. april 2022.